# Фишер, Адольф
Адольф Фишер (фр. Adolphe Fischer; 22 ноября 1850, Брюссель — 18 марта 1891, там же) — бельгийский виолончелист. Сын хорового дирижёра Жозефа Фишера.
Получил первые уроки музыки от своего отца, а затем в 1862—1866 гг. учился в Брюссельской консерватории у Адриана Франсуа Серве. В 1868 г. обосновался в Париже. Для Фишера написаны, в частности, Романс Камиля Сен-Санса Op. 51 и Песня Венсана д’Энди Op. 19 (1884), однако прежде всего Фишер известен благодаря своему сотрудничеству с Эдуаром Лало: он консультировал композитора при работе над его Концертом для виолончели с оркестром (1877), впервые исполнил его 9 декабря 1877 г. в Париже, а затем дал венскую и лейпцигскую премьеры.
Во второй половине 1880-х гг. Фишер был в числе ведущих участников основанного Эженом Изаи Современного общества (фр. Société Moderne) — объединения музыкантов для исполнения новейшей музыки. Однако затем его начали мучить приступы душевной болезни, и в 1889 году исполнительская карьера Фишера прекратилась.
Фишеру принадлежит ряд концертных пьес для собственного инструмента.